# Souk Tolba
Souk Tolba (en àrab سوق الطلبة, Sūq aṭ-Ṭulba; en amazic ⵙⵓⵇ ⵟⵯⵍⴱⴰ) és una comuna rural de la província de Larraix, a la regió de Tànger-Tetuan-Al Hoceima, al Marroc. Segons el cens de 2014 tenia una població total de 13.049 persones.